# Nicklas Danielsson
Nicklas Danielsson (Uppsala, 7 dicembre 1987) è un hockeista su ghiaccio svedese professionista che gioca nel ruolo di ala.

## Palmarès

### Nazionale
- Campionato mondiale di hockey su ghiaccio: 1

Svezia/Finlandia 2013

### Individuale
- Giocatore con il miglior +/- dell'Elitserien: 1

2011-2012